# エジプト料理

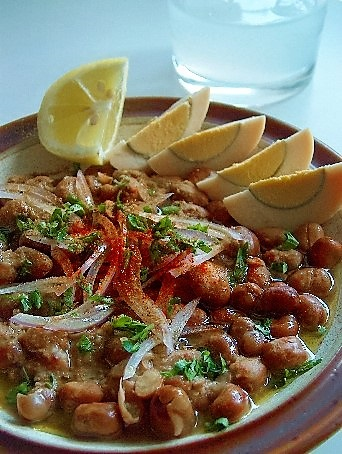
エジプトの国民食、フール・メダンメス

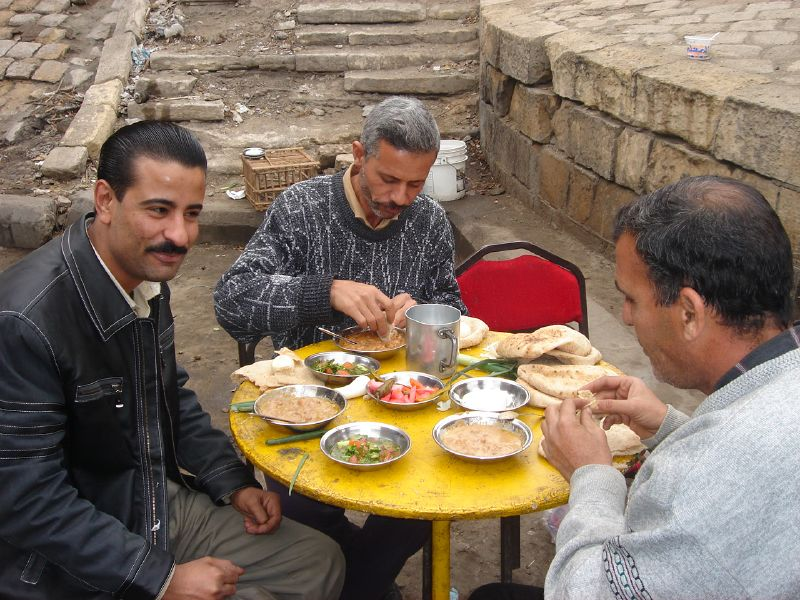
屋外でエイシュとフール・メダンメスの朝食をとる人々

エジプト料理（エジプトりょうり）はそのルーツを古代エジプトまで遡ることが出来る。古代エジプトではすでにパンやビールが消費されていた。長い歴史の中でペルシア、古代ギリシア、古代ローマ、トルコとの交流があり、新しい食材の伝来とともに食の文化も進化し、地中海料理と西アジア料理の影響も入ってきた。7世紀にエジプトがイスラム化すると、イスラム教の食の戒律ハラールにより、ビールやワインなどのアルコール飲料や豚肉が禁止されるなど、食文化に大きな影響を与えた。現代エジプトの料理の中には、ベシャメルソースを使ったグラタン風の料理など、西ヨーロッパの料理の影響も見られる。
北アフリカのサハラ砂漠の東部に位置するエジプトは国土の大半が砂漠気候であるが、北部海岸地帯は温暖な地中海性気候で、ナイル川の河口に広がるナイル・デルタはステップ気候である。降雨量は少ないが、豊富なナイル川の水により、流域およびデルタ地帯で様々な作物が作られている。これらの豊富な穀物・野菜・果物などの農作物や地中海やナイル川からの魚介類、肉類では羊肉・牛肉・鶏肉を使った料理が食べられている。

## 主なエジプト料理

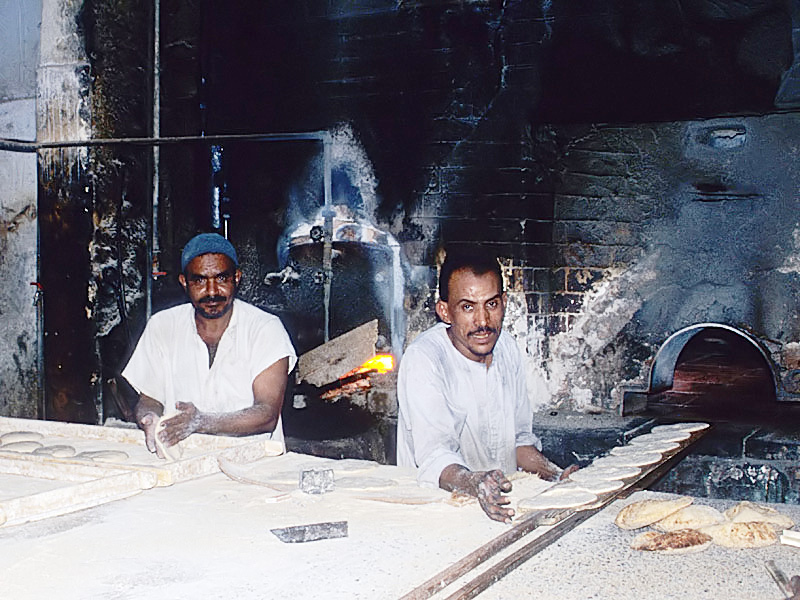
アスワンのパン屋

一般的な食事はサラダとスープから始まり、主菜は肉料理や魚料理にパンや米が添えられる。食事の最後はデザートと紅茶（シャーイ）でしめくくる。

### パン
エイシュ(アエーシ)（عيش）
ピタに似たフラットブレッドの一種。精白した小麦粉で作られたエイシュ・シャミー（عيش شمي、「レバントのパン」）と、全粒粉で作られたエイシュ・バラディー（عيش بلدي、「お国のパン」）がある。
エイシュ・メラフラフ（عيش مرحرح）
フェヌグリーク粉を混ぜたコーンミールのフラットブレッド。

### 前菜

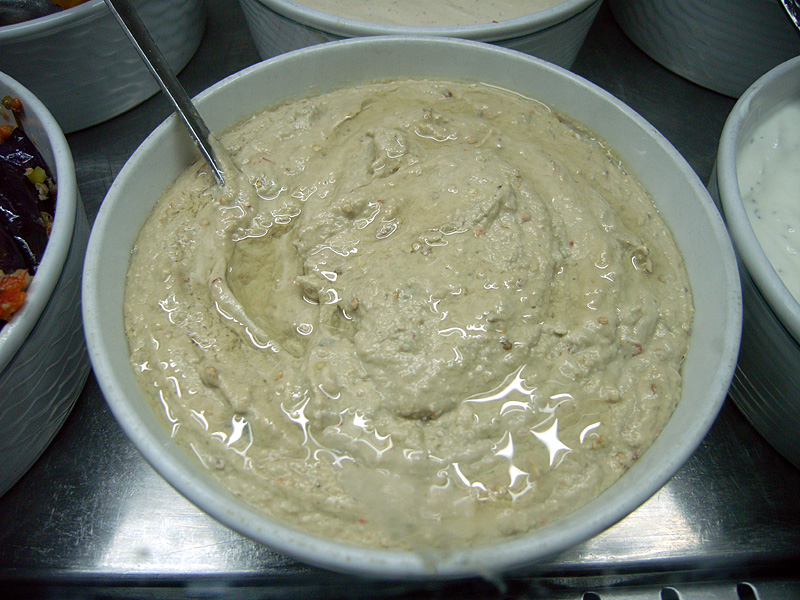
バーバー・ガンヌーグ

前菜（メッゼ）には、この他にヨーグルトやオリーブ、エイシュを添える。
ホンモス（حُمُّص）
ヒヨコマメとタヒーナ（ゴマのペースト）、ニンニク、レモン汁、オリーブ・オイルから作られるペースト状の料理。
タヒーナ（طحينة）
タヒーナ、ニンニク、レモン汁、オリーブ・オイルから作られるペースト状の料理。
ババガヌーシュ（بابا غنوج）
焼きナスとタヒーナ、ニンニク、レモン汁、オリーブ・オイルから作られるペースト状の料理。

### 野菜料理

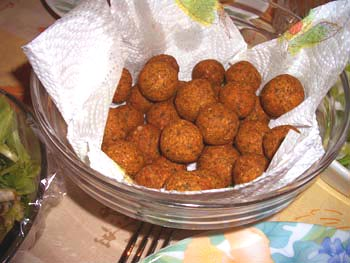
タアメイヤ

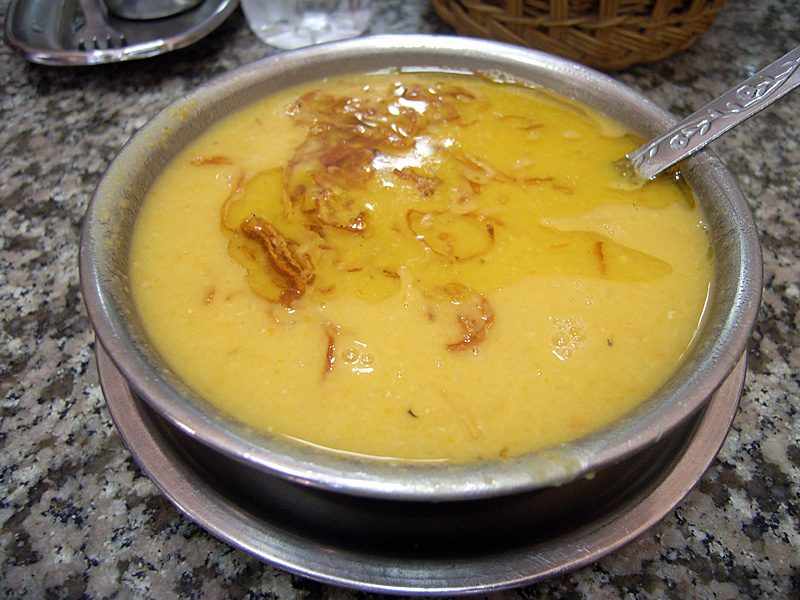
ショールビ・アッズ

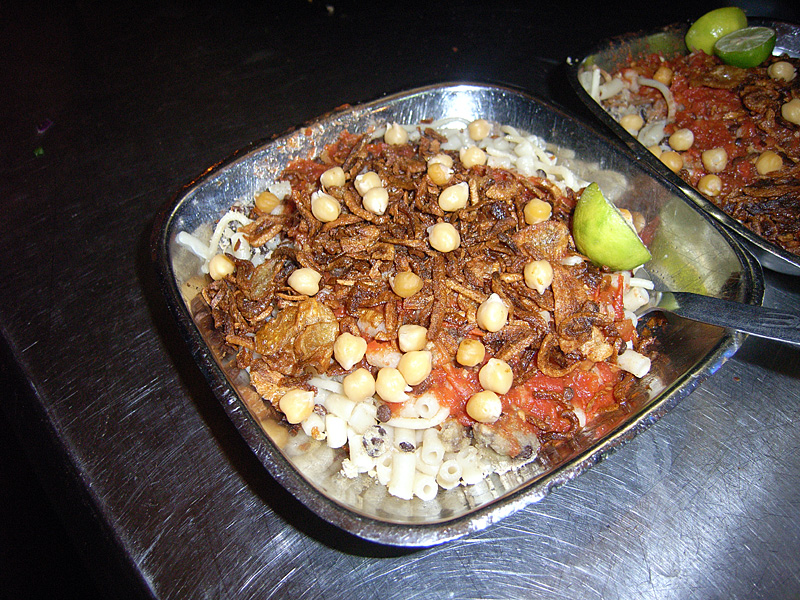
コシャリ

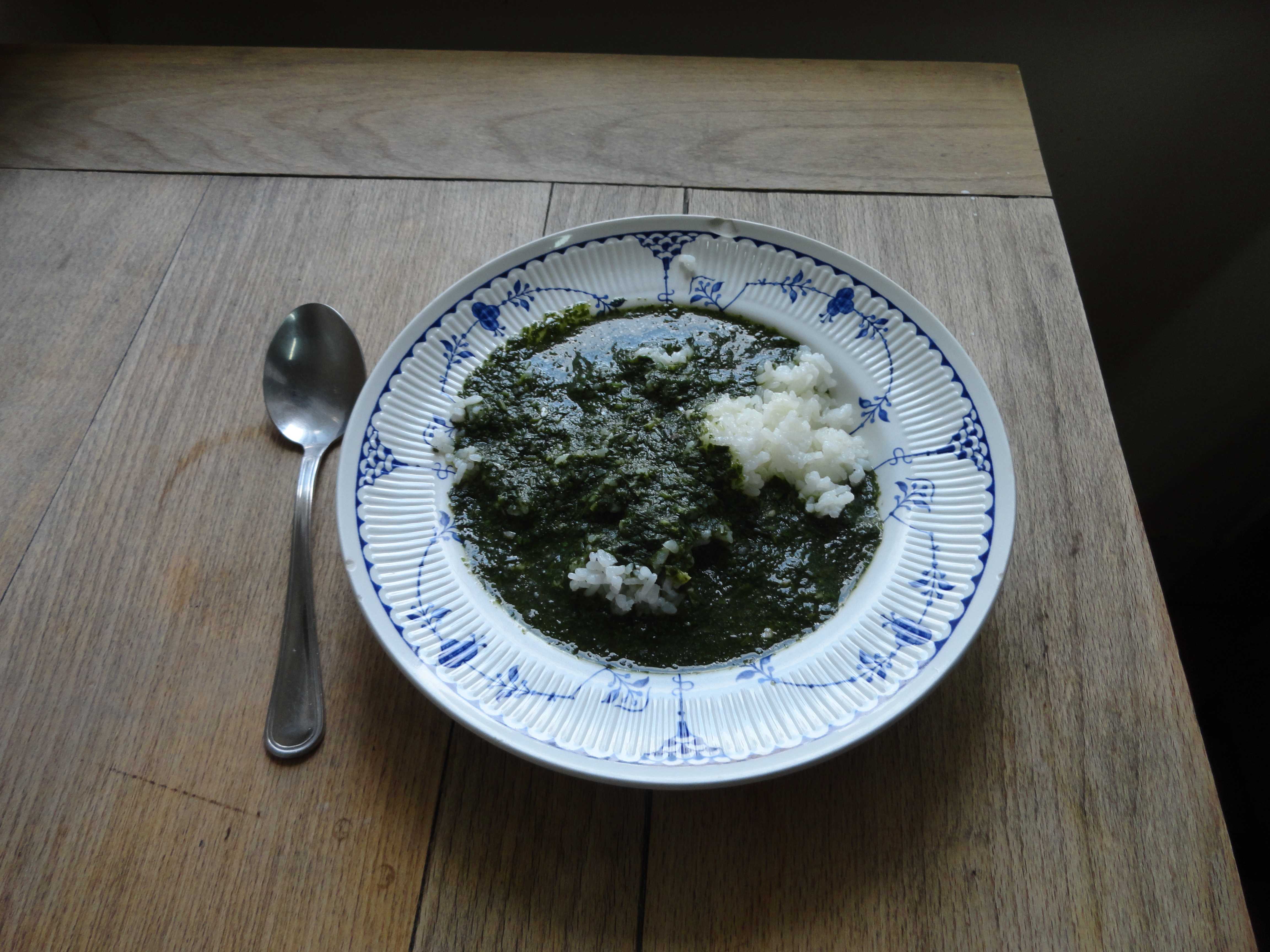
モロヘイヤとご飯

ナス、ズッキーニ、ピーマン、アーティチョーク、キャベツ、トマト、タマネギ、ピーマン、キュウリ、オクラ、カボチャ、クレソン、ホウレンソウ、モロヘイヤ、スベリヒユ、ジャガイモ、タロイモ、テーブルビート、ニンジン、ハツカダイコンなどが利用される。
豆類では、ソラマメ、ヒラマメ、ヒヨコマメ、白インゲンマメ、ハウチワマメが食べられる。豆類のスプラウトもスープやオーブン焼きにして食べられる。
サラダ・バラディー（سلطة بلدي）
「国風サラダ」または「エジプト風サラダ」。刻んだトマト、タマネギ、ピーマン、キュウリ、クレソンなど生野菜にライム汁や酢のドレッシングをかけたもの。
マハシー（محشي）
ドルマ。ナス、ズッキーニ、ピーマン、アーティチョーク、キャベツ、トマトなどに米、刻みタマネギ、ハーブなどから成るフィリングを詰めたもの。
マハシー・ワラ・アイナブ（محشي ورق عنب）
ブドウの葉のドルマ。ブドウの葉で米、挽肉、刻みタマネギなどから成るフィリングを包んだもの。
タアメイヤ（طعمية）
ハーブ入りのソラマメのコロッケ風揚げ物。コプト信者は聖大金曜日にタアメイヤを食べる。
モロヘイヤ（ملوخية）
モロヘイヤとニンニクのみじん切りが入ったチキンスープ。
ショールビ・アッズ（شوربة عدس）
ヒラマメのスープ。
フール・メダンメス（فول مدمس）
干しソラマメを少量のヒラマメと煮込んだ料理。食べる前にクミン、レモン汁、オリーブ・オイルで調味し、好みでゆで卵などを添える。エジプトを代表的する料理のひとつ。
コシャリ（كشرى）
米とマカロニ、ヒラマメ等を炊き込み、トマトソースをかけた料理。
クスクス（كسكس）
主に肉類の付け合わせとされる。

### 卵料理

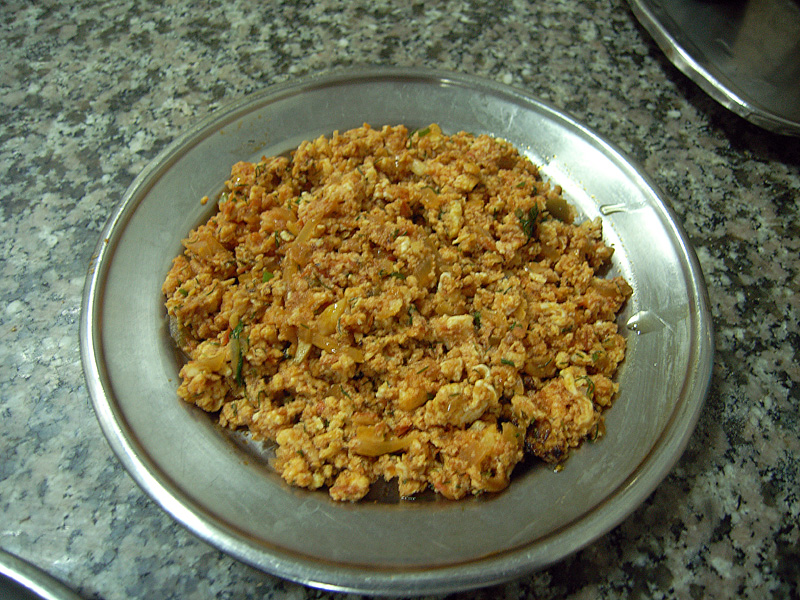
スクランブルエッグ風のシャクシューカ

シャクシューカ（شكشوكة）
トマトソースの上に鶏卵を割り落とし、オーブンで焼いた料理。挽肉を入れても良い。
エッガ（عجة）
イタリアのフリッタータやスペインのトルティージャ、イランのククに似た卵料理。

### 肉料理

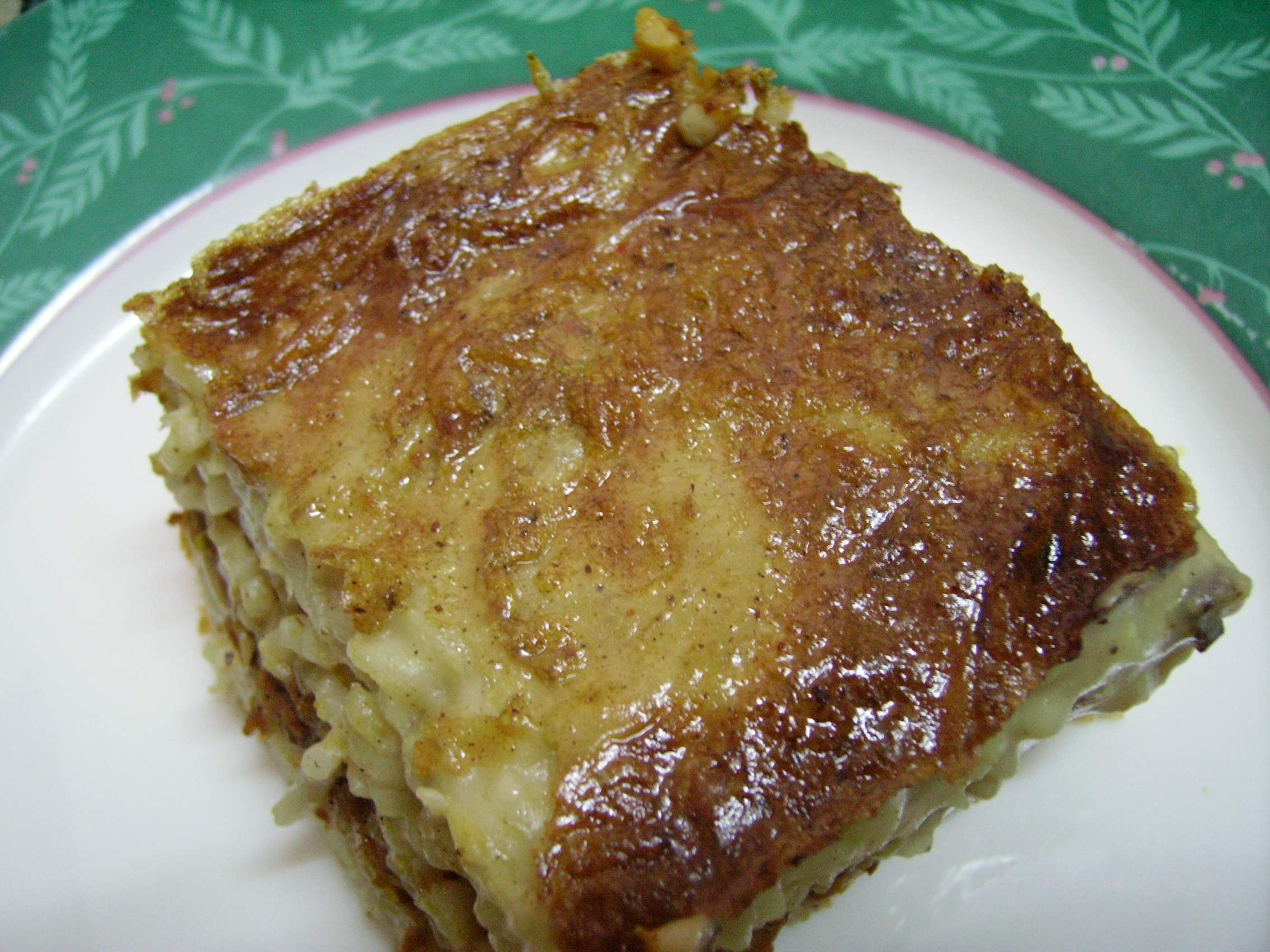
マカローナ・ベーシャーメール

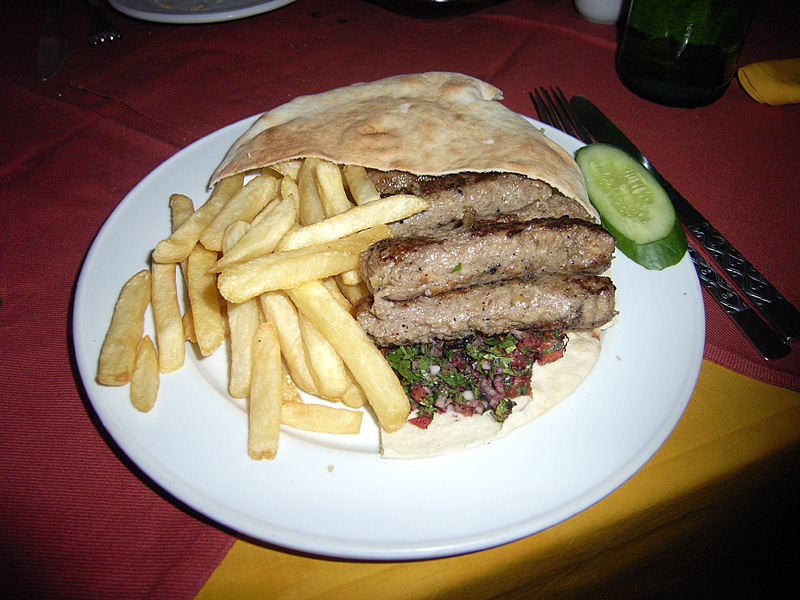
エイシュに詰めたコフタ

主に羊肉、鶏肉、牛肉が使われる。豚肉はムスリムにとって禁忌の食材であるが、コプト信者は豚肉を食べることを禁じていない。この他、ラクダやウサギも食べられる。
鳥類では、シチメンチョウ、アヒル、ガチョウ、カワラバト、ヨーロッパウズラ、野生のカモやオナガガモなどが食べられる。
メサアア（مسقعة）
ナスと挽肉をトマトソースで煮込んだもの。
シーシュ・ケバーブ（شيش كباب）
羊肉の串焼き（ケバブ）。
シーシュ・タウーク（شيش تووك）
鶏肉のケバブ。
フラーハ・マシュウィー
鶏肉の丸焼き。食堂の店先にある回転式グリルで焼いているのをよく見掛ける。
ハマーム・マシュウィー（حمام مشوى）
カワラバトのグリル。
ハマーム・フィルゲン
カワラバトに米を詰め、蒸し焼きにしたもの。
ターゲン（طاجن）
タジン鍋で米、野菜、肉、魚などを蒸し焼きにした料理。
マカローナ・ベーシャーメール（مكرونة بيشاميل）
ベシャメルソースと挽肉、茹でたリガトーニをオーブンで焼いた、マカロニグラタン風の料理。コプト信者の家庭では、クリスマスと復活大祭にこれを食べる。
コベベ（كبة）
キッビ。
コフタ（كفته）
肉団子。挽肉のケバブや煮込み料理など調理法は様々。
サンブーシク（سمبوسك）
挽肉やチーズを詰めて揚げたペイストリー。
ビフテーク（بفتيك）
牛肉の薄切りにパン粉をまぶして揚げたカツレツ。
ローストー・ビル＝ベイド（روستو بالبيض）
挽肉でゆで卵を包んで焼いたミートローフ風の料理。
カモウニア
牛肉とレバーのシチュー。

### 魚料理
地中海や紅海で獲れる海水魚と、ナイル川や湖で獲れる淡水魚の両方が利用されるため、エジプトで食べられる魚介類の種類は豊富である。海水魚ではスズキ類、アミキリ、ボラ類、シーパーチ、ササウシノシタ類、レッドマレット類、イットウダイ類、タイ類、ウナギ類、サーディン、エイ類、トウゴロウイワシ類などが、淡水魚ではティラピア、ナイルパーチ、ナマズ類などが利用される。輸入品の塩鱈やタイセイヨウニシンの燻製のほか、サバやアジも消費される。
エビ、カニ、カキ、ムール貝、タコ、イカも食べられる。
コズバレイヤ（ゴスバレイヤ）（كزبرية）
白身魚を揚げてコリアンダーシード味のトマトソースをかけ、オーブンで蒸し焼きにしたもの。
フェシーフ（فسيخ）
ボラの仲間を塩漬けにし、発酵させた食品。塩を洗い流し、三枚におろして植物油とレモン汁、刻みピーマン、刻みネギをかけて食べる。フェシーフは春の訪れを祝う祝日シャンム・エンネシームには必須。
サマック・マシュウィー
魚を焼いたもの。アルミホイルの上でトマトやピーマンを載せてオーブンで焼いたものと、糠を付けてオーブン天板で焼いたものとがある。
フィリー
魚のフィレのフライ(フリッター)。

### デザート

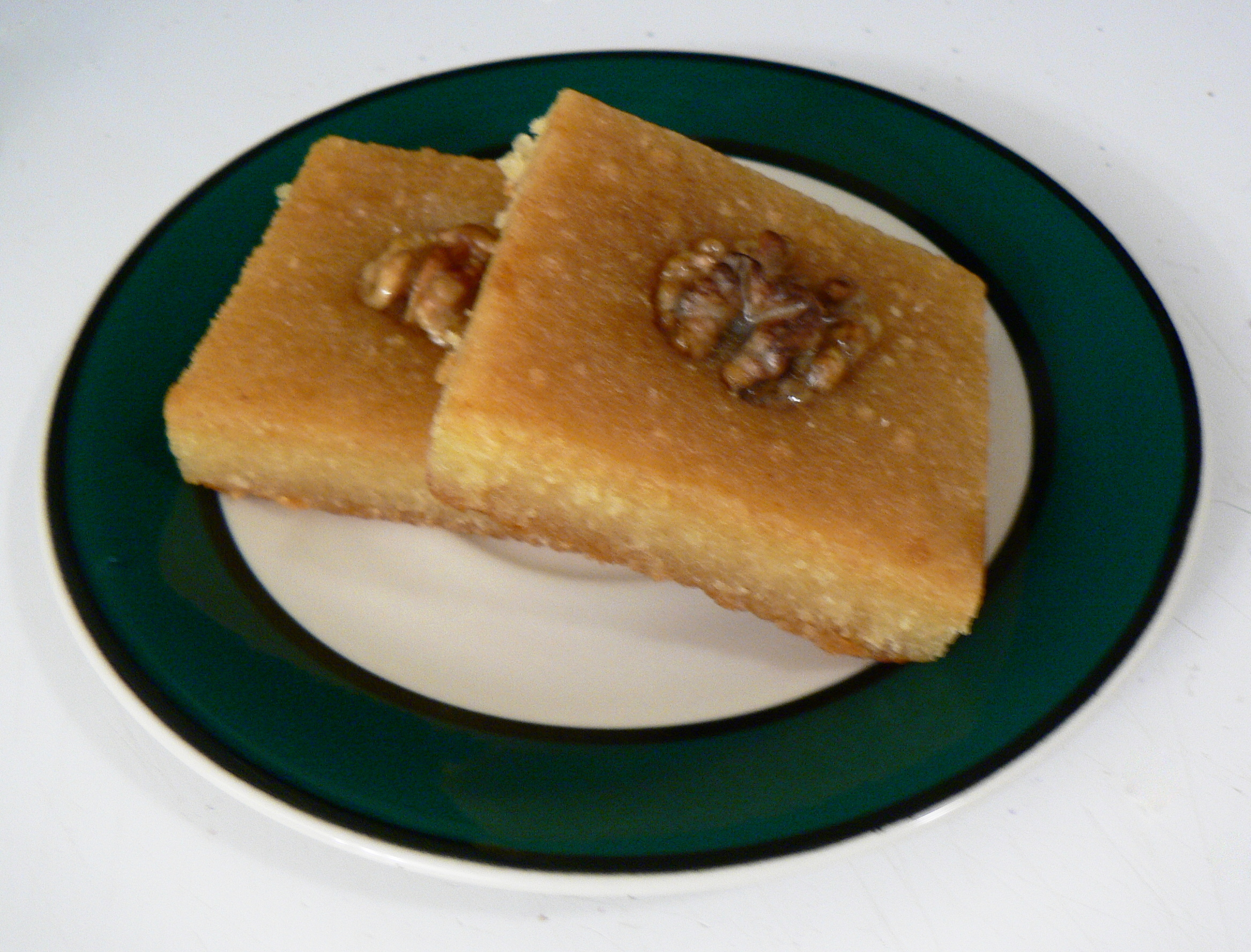
バスブーサ

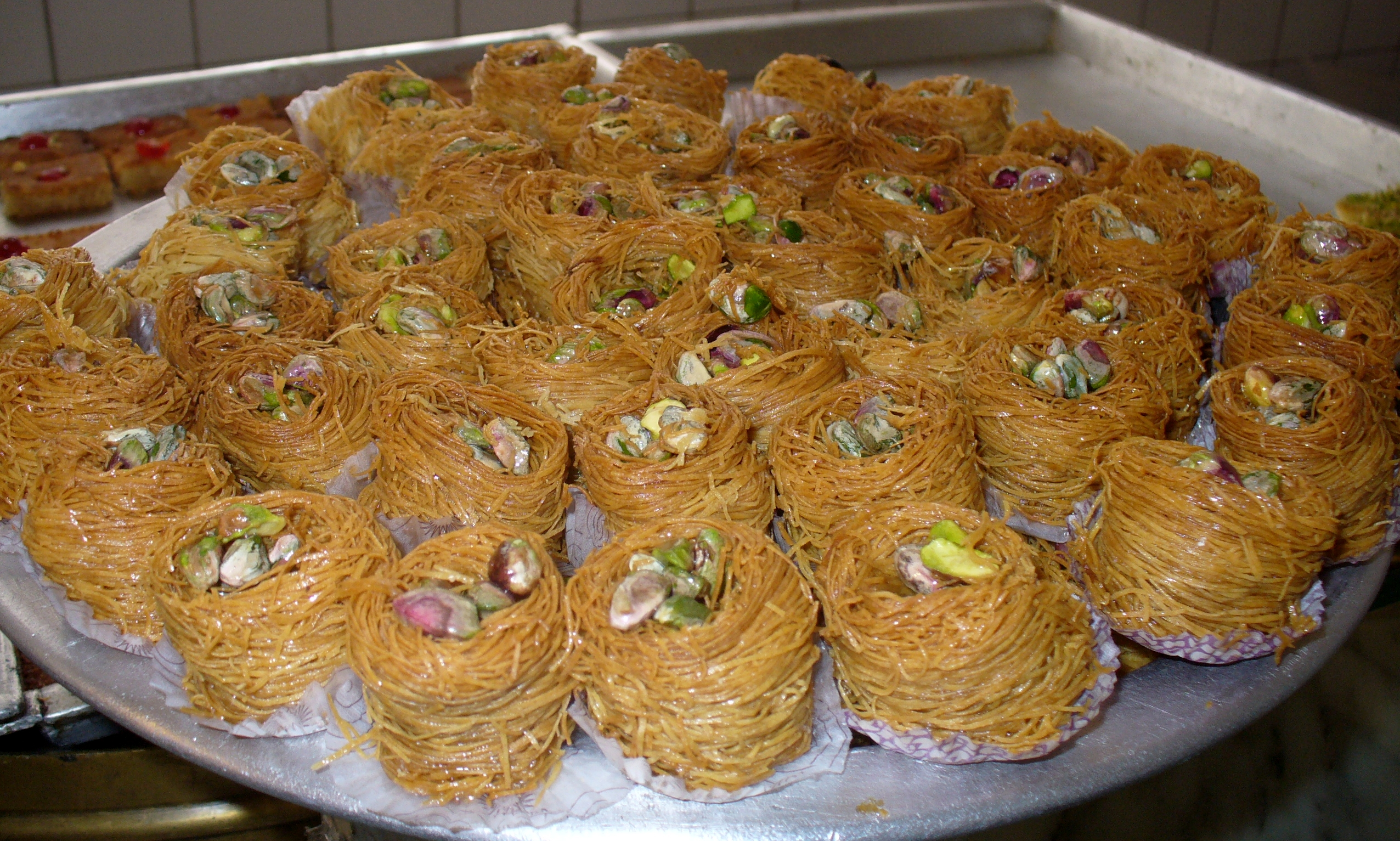
コナーファ

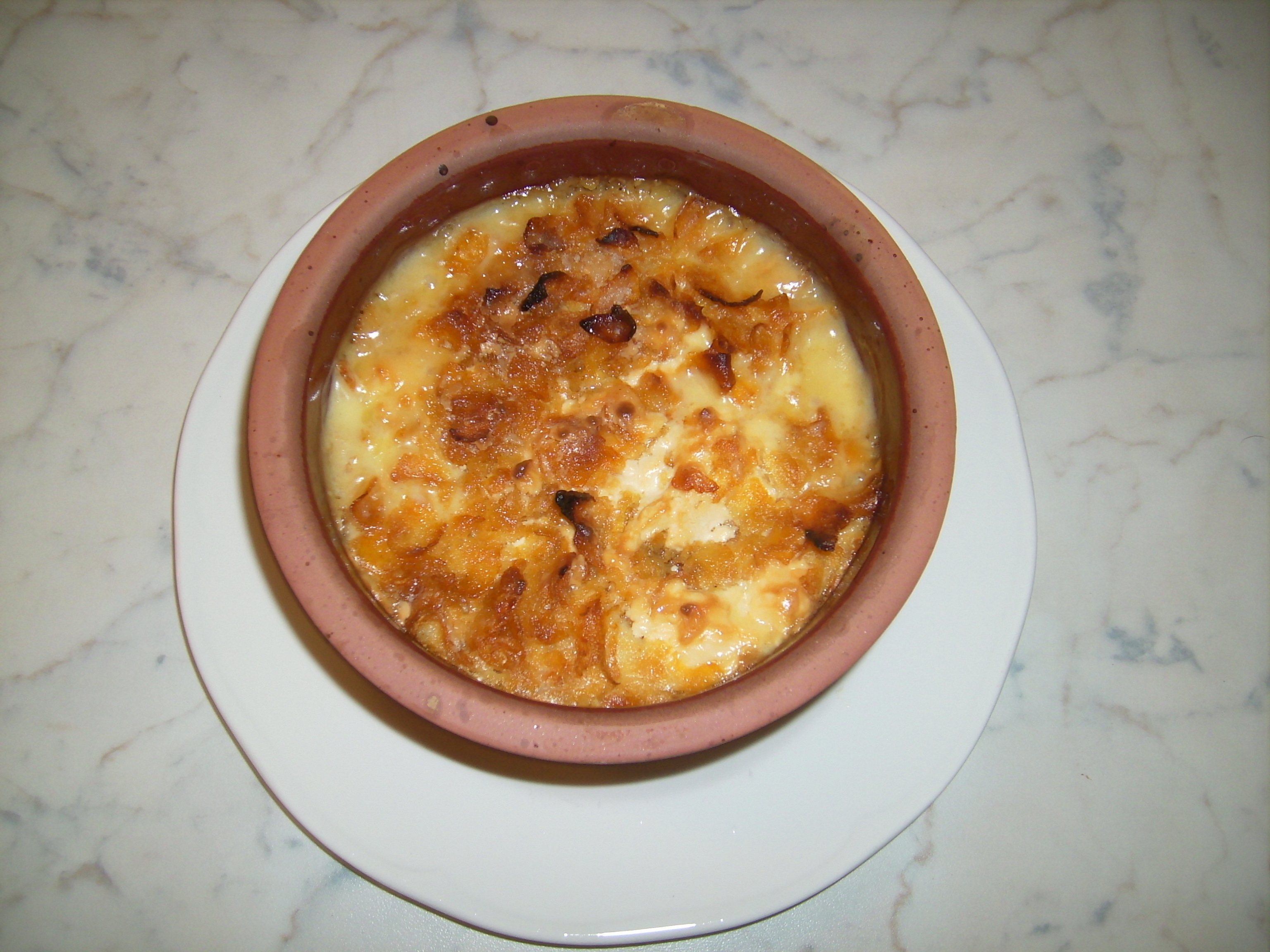
オム・アリ

ロズ・ビッ＝ラバン（أرز باللبن）
ライスプディング。
メハラベイヤ（محلبية）
牛乳とコーンスターチのプディング。トルコのムハッレビとほぼ同じデザート。
バスブーサ（بسبوسة）
セモリナのケーキのシロップ漬け。
コナーファ（كُنَافَةٌ）
バクラーワ（بقلاوة）
アターイフ（قطايف）
クリームや種実類を詰めたパンケーキ。挽肉やチーズを詰めた塩味のアターイフは軽食になる。
クスクシー（كسكسى）
甘いクスクスに種実類をふりかけたデザート。
ザラービーヤ（زلابية）またはロクミトゥル＝カーディー（لقمة القاضي）
イースト入りの生地を油で揚げ、シロップをからめた球状のデザート。
グラーニーター（غرانيتا）
グラニテ。
クレーム・カラーメール（كريم كراميل）
カスタードプディング。
トライフル（تريفل）
洋酒を入れないトライフル。
オム・アリ(オムアリーとも)(أم علي)
アリのお母さんの意味を持つ甘いグラタンである。パフパイの生地を砕いて容器に敷き、砕いたナッツ類や干しブドウなどの果物、香辛料、ミルクと生クリームを入れてオーブンで焼いた料理。中東ではウムアリ（Umm Ali）とも呼ばれる。

### 飲み物
最もよく飲まれているのは紅茶（シャーイ、شاى）で、ミントを入れて煮出すとアッシャーイ・ビンナアナーア（الشاي بالنعناع）と呼ばれる。これはマグリブで人気のあるアッツァイと似ているが、緑茶ではなく紅茶を用いる。紅茶に比べるとそれほどでもないが、アフワ（قهوة）も飲まれる。
冷たい飲み物には、カルカデー（ローゼル茶、كركديه）、タムル・ヒンディー（تمر هندى、タマリンドのジュース）やアシール・ハルーブ（عصير خروب、キャロブのジュース）などがある。また街角にはジューススタンドがあり、アサッブ(サトウキビ)、ガワーファ(グァバ)、マンガ(マンゴー)、ボルトアーン(オレンジ)、バッティーハ(スイカ)等のさまざまな季節の果物の生絞りジュースを飲むことができる。
アルコール飲料
クルアーンは飲酒の害悪を説き、飲酒を禁じているが、世俗的なムスリムや他宗教の信者は抵抗なく酒を嗜む。ビール、ワイン、ナツメヤシから作ったジビブという地酒などがある。